# 矢島名月
矢島 名月（やじま なづき、2003年9月14日 - ）は、日本のタレント。
東京都出身。血液型はO型。母は元おニャン子クラブのメンバー（会員番号29番）でタレントの渡辺美奈代。兄はタレントでミュージシャンの矢島愛弥。株式会社Minayoに所属。

## 略歴・人物
2008年、母・渡辺美奈代とTBSテレビ「さんまのSUPERからくりTV」で親子共演を果たし、幼い頃から母のオフィシャルブログにも度々登場する。
主な出演作に、日本テレビ「あのニュースで得する人損する人」「ヒルナンデス!」、フジテレビ「バイキング」、WEB CM「スタディサプリ」などがある。
趣味は料理、お菓子作り。　特技は野球で少年野球をしていた。自宅ではトイプードルを2匹飼っており、名前はリル、ミニー。日頃から母や兄とのツーショットや、家族で母の日のプレゼント買いに行くなど家族仲睦まじい姿を公開している。親子で度々メディアにも取り上げられ注目を集めている。
2022年、高校卒業。

## 出演

### バラエティ
- 今日、好きになりました。 （2019年、AbemaTV）[15]

### CM
- リクルート スタディサプリ（2016年、WebCM）